# BMW Open 2025
BMW Open 2025 a fost un turneu profesionist de tenis organizat în cadrul circuitului masculin ATP, care a avut loc în perioada 14–20 aprilie, la München, Germania, pe terenuri cu zgură. A fost cea de-a 109-a ediție a BMW Open, parte a categoriei ATP 500 din sezonul Circuitul ATP 2025.

## Campioni

### Simplu
Pentru mai multe informații consultați BMW Open 2025 – Simplu

### Dublu
Pentru mai multe informații consultați BMW Open 2025 – Dublu

## Puncte și premii în bani

### Distribuția punctelor
| Probă  | C   | F   | SF  | QF  | Runda 2 | Runda 1 | Q  | Q2 | Q1 |
| Simplu | 500 | 330 | 200 | 100 | 50      | 0       | 25 | 13 | 0  |
| Dublu  | 500 | 300 | 180 | 90  | 0       | N/A     | 45 | 25 | 0  |

### Premii în bani
| Probă  | C         | F         | SF        | QF       | Runda 2  | Runda 1  | Q2      | Q1      |
| Simplu | 467.485 € | 251.555 € | 134.065 € | 68.490 € | 36.560 € | 19.500 € | 9.995 € | 5.605 € |
| Dublu* | 153.570 € | 81.900 €  | 41.440 €  | 20.720 € | 10.730 € | N/A      | N/A     | N/A     |

*per echipă